# VOLVER
VOLVER（ヴォルヴェール）は陸上競技のクラブチーム。埼玉県川越市の川越陸上競技場を主な練習場とする。

## 選手
- 高瀬泰一 （2018年4月6日退部[2]）
- 清水真帆（陸上七種競技[3]・現アスレティクスジャパン所属）